# Vattenpolo vid olympiska sommarspelen 1968
Vattenpoloturneringen vid Olympiska sommarspelen 1968 avgjordes i Mexico City.

## Medaljsummering
| Gren                          | Guld | Silver | Brons |
| Herrarnas vattenpoloturnering | Jugoslavien Ozren Bonačić Dejan Dabović Zdravko Hebel Zoran Janković Ronald Lopatny Uroš Marović Đorđe Perišić Miroslav Poljak Mirko Sandić Karlo Stipanić Ivo Trumbić Huvudtränare: Aleksandar Sajfert | Sovjetunionen Aleksej Barkalov Oleg Bovin Aleksandr Dolgusjin Jurij Grigorovskij Boris Grisjin Vadim Guljajev Leonid Osipov Aleksandr Sjidlovskij Vladimir Semjonov Vjatjeslav Skok Givi Tjikvanaja Huvudtränare: Anatolij Bljumental | Ungern András Bodnár Zoltán Dömötör László Felkai Ferenc Konrád János Konrád Mihály Mayer Endre Molnár Dénes Pócsik László Sárosi János Steinmetz István Szivós Huvudtränare: Kálmán Markovits |